# نکراسوفکا (شهرستان گافوریسکی، باشقیرستان)
نکراسوفکا (انگلیسی: Nekrasovka, Gafuriysky District, Republic of Bashkortostan) یک شهرک در شهرستان گافوریسکی استان باشقیرستان کشور روسیه است.